# HMS Conqueror (1801)
HMS Conqueror (1801) — 74-пушечный линейный корабль третьего ранга. Четвёртый корабль Королевского флота, названный HMS Conqueror. Он был разработан сэром Джоном Генсло как один из обычных 74-пушечных кораблей и нёс на верхней орудийной палубе 18-фунтовые пушки. Был единственным кораблём своего типа. Заложен в октябре 1795 года. Спущен на воду 23 ноября 1801 года на частной верфи Грема в Харидже.

## Служба
После того как Вильнев отплыл из Тулона в Вест-Индию 29 марта 1805 года с эскадрой из одиннадцати линейных кораблей, шести фрегатов и двух шлюпов, Conqueror в составе эскадры Нельсона устремился за ним в погоню. Британцам так и не удалось обнаружить там франко-испанский флот, а 12 июня Нельсон узнал об уходе союзников и он с 11 кораблями вновь пустился в свою неутомимую погоню. Однако Вильнёв взял курс на Ферроль, а Нельсон на Кадис, полагая что противник направляется в Средиземное море.
21 октября 1805 года Conqueror под командованием капитана Израиля Пеллью, брата сэра Эдварда Пеллью, входил в состав колонны вице-адмирала Горацио Нельсона в битве при Трафальгаре. Он был пятым кораблем в линии между Leviathan и Britannia. Conqueror и Neptune открыли огонь по Santísima Trinidad, и продолжали обстреливать его, пока Santísima Trinidad не лишился всех мачт и не потерял управление. После этого Conqueror перевел огонь на флагман вице-адмирала Вильнёва, 80-пушечный Bucentaure. Французский корабль, до этого сильно пострадавший от разрушительно огня Victory, не мог оказать достойного сопротивления и вскоре спустил свой флаг. Принять сдачу корабля был отправлен капитан морской пехоты Джеймс Атчерли. Когда Вильнев узнал, что он сдается кораблю Conqueror капитана Пеллью, он заявил что для него честь сдаться такому прославленному капитану как Эдвард Пеллью. Когда же ему сообщили, что кораблем командует не Эдвард, а его брат, Вильнев воскликнул «Его брат? Так значит их двое? Очень жаль!»
В сражении Conqueror получил не слишком тяжелые повреждения, его потери также были относительно небольшими — всего трое убитых и девять раненых. В неделю свирепых штормов последовавших за сражением, он практически не пострадал и вернувшись в Гибралтар вскоре вновь был готов продолжить блокаду Кадиса.
В 1806 году Conqueror, под командованием всё того же капитана Израиля Пеллью, принимал участие в блокаде Рошфора. 16 июля 1806 года шлюпки с Prince-of-Wales, Centaur, Conqueror, Revenge и других кораблей эскадры блокирующей Рошфор приняли участие в нападении на два французских корвета и конвой в устье реки Бордо. Крупнейший эскорт, 18-пушечный Caesar, был взят на абордаж и захвачен. Шлюпка с Conqueror под командованием лейтенанта Джорджа Фицмориса потеряла одного человека убитым и ещё двоих ранеными.
Conqueror оставался на службе до 1820 года когда он был выведен из эксплуатации и переведен в резерв в Чатеме 30 октября. Он был отправлен на слом и разобран в 1822 году.